# Wulfingas

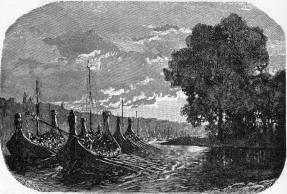
La marina dei Wulfing, in un'immagine tratta dai poemi sul Wulfing Helgi Hundingsbane

I Wulfingas, Wylfingas o Ylfingar (plurale di Wulfing/Wylfing/Ylfing, nome che significa "clan del lupo") erano un potente clan nominato nel Beowulf, nel Widsith e nelle saghe norrene. Mentre l'autore del Beowulf non si preoccupa mai di collegare i Wulfing ad un luogo (era probabilmente noto e risaputo all'epoca), le fonti scandinave dicono gli Ylfingar (dei tre nomi la forma in norreno) clan dominante dei Geati Orientali.
I Wulfingas giocano un ruolo importante nel Beowulf poiché il padre di Beowulf, Ecgþeow del clan Wægmunding, aveva ucciso un Wulfing ed era stato bandito per non aver pagato il guidrigildo. Il re danese Hroðgar, marito di Wealhþeow, che era una Wulfing, generosamente pagò il guidrigildo, e quando Beowulf giunse alla corte dei Daner per uccidere Grendel Hroðgar interpretò il gesto come un segno della gratitudine del figlio.
Nelle fonti norrene, il clan compare prominentemente nell'Heimskringla e nel Sögubrot, nei quali Hjörvald e suo figlio Hjörmund vi appartengono. È anche citato nell'opera Hyndlulióð e nello Skáldskaparmál nei quali Eiríkr il Saggio era un Ylfing. Tuttavia, il suo membro più famoso era Helgi Hundingsbane, a cui sono dedicati due poemi (Helgakviða Hundingsbana I e Helgakviða Hundingsbana II) in quella che si chiama Edda poetica, e la cui storia è ripetuta anche nella Saga dei Völsungar.
Nella Þiðrekssaga af Bern, Hildibrandr, maestro d'armi del re Þiðrekr, e suo figlio Alibrandr sono detti appartenere alla stirpe degli Ylfingar.
Newton (1993) suggerì che il clan Wuffing dell'Anglia orientale derivò dai Wulfingas, e che alla loro corte fu composto per la prima volta il Beowulf.

## Luogo in cui vivevano
Secondo le saghe norrene, i Wulfingas governarono il regno dei Geati di Östergötland.
Nel primo poema (Helgakviða Hundingsbana I), Sinfjötli abita nel Brávellir (vedi Battaglia del Brávellir).
(Helgakviða Hundingsbana I, strofa 42.)
Helgi Hundingsbane risiede a Hringstaðir (probabilmente la moderna Ringstad, antica residenza reale sulla stessa piana).
Nell'Heimskringla Högni governava Östergötland. Le leggende su Helgi Hundingsbane raccontano che Högne perse il trono che andò a Helgi. D'altra parte, il Sögubrot dice che Ivar Vidfamne diede il trono dei Geati Orientali a Hjörmund figlio di Hjörvard dopo la morte di Ingjald, poiché era stato il regno di Hjörvard.
Hann setti konunga ok jarla ok lét ser skatta gjalda; han setti Hjörmund konung, on Hervardar Ylfings, yfir Eystra-Gautland, er átt hafði faðir hans ok Granmarr konungr.
Tuttavia, ciò contraddice sia le leggende su Helgi che l'Heimskringla, nelle quali la famiglia non perse mai Östergötland, mentre qui si dice che Ivar uccise Högne o Helgi prima di dare il trono al loro parente Hjörmund.

## Wulfingas noti
- Helm Wulfingum ("Helm dei Wulfingas"), citato nel Widsith;
- Heaðolaf (Beowulf);
- Helgi Hundingsbane (Edda poetica, Edda in prosa, Saga dei Völsungar e Norna-Gests þáttr);
- Hjörvard (Heimskringla e Sögubrot);
- Hjörmund (Heimskringla e Sögubrot);
- Högne (Heimskringla);
- Erik il Saggio (Skáldskaparmál e Hyndlulióð);
- Wealhþeow, moglie del re danese Hroðgar, nel Beowulf;
- Hildibrandr (Þiðrekssaga);
- Alibrandr (Þiðrekssaga).